# ويست بوينت (يوتا)
ويست بوينت (بالإنجليزية: West Point, Utah)‏ هي مدينة تقع في الولايات المتحدة في مقاطعة دافيز.  يقدر عدد سكانها بـ 9,819 نسمة ومساحتها 18.7 كم2  وترتفع عن سطح البحر 1,315 متر.

## التركيبة السكانية
حدّد مكتب تعداد الولايات المتحدة بيانات التركيبة السكانية لويست بوينت في تعداد الولايات المتحدة. في ما يلي، التركيبة السكانية حسب تعدادي 2000 و2010.

### تعداد عام 2000
بلغ عدد سكان ويست بوينت 6,033 نسمة بحسب تعداد عام 2000، وبلغ عدد الأسر 1,645 أسرة وعدد العائلات 1,495 عائلة مقيمة في المدينة. في حين سجلت الكثافة السكانية 326.1 نسمة لكل كيلومتر مربع (844.6/ميل2). وبلغ عدد الوحدات السكنية 1,699 وحدة بمتوسط كثافة قدره 91.8 لكل كيلومتر مربع (237.8/ميل2).
وتوزع التركيب العرقي للمدينة بنسبة 94.73% من البيض و0.41% من الأمريكيين الأفارقة و0.53% من الأمريكيين الأصليين و1.01% من الأمريكيين ذوي الأصول الآسيوية و0.03% من سكان جزر المحيط الهادئ و1.56% من الأعراق الأخرى و1.72% من عرقين مختلطين أو أكثر و4.03% من الهسبانيون أو اللاتينيون من أي عرق.
بلغ عدد الأسر 1,645 أسرة كانت نسبة 61.1% منها لديها أطفال تحت سن الثامنة عشر تعيش معهم، وبلغت نسبة الأزواج القاطنين مع بعضهم البعض 82.2% من أصل المجموع الكلي للأسر، ونسبة 6.1% من الأسر كان لديها معيلات من الإناث دون وجود شريك،  بينما كانت نسبة 2.6% من الأسر لديها معيلون من الذكور دون وجود شريكة وكانت نسبة 9.1% من غير العائلات. تألفت نسبة 7.2% من أصل جميع الأسر من عدة أفراد يعيشون في نفس المنزل ونسبة 2.2% كانت تتألف من شخص يعيش بمفرده يبلغ من العمر 65 عاماً أو أكثر. وبلغ متوسط حجم الأسرة المعيشية 3.67، أما متوسط حجم العائلات فبلغ 3.86.
بلغ العمر الوسطي للسكان 26.8 عاماً. وكانت نسبة 38.3% من القاطنين تحت سن الثامنة عشر، وكانت نسبة 9.9% بين الثامنة عشر والرابعة والعشرين عاماً، ونسبة 30% كانت واقعةً في الفئة العمرية ما بين الخامسة والعشرين والرابعة والأربعين عاماً، ونسبة 17% كانت ما بين الخامسة والأربعين والرابعة والستين، ونسبة 4.9% كانت ضمن فئة الخامسة والستين عاماً فما فوق. يوجد لكل 100 أنثى 103.9 ذكر، ويوجد لكل 100 أنثى في الثامنة عشر من عمرها فما فوق 102.3 ذكر.
بلغ متوسط دخل الأسرة في المدينة 56,985 دولارًا، أما متوسط دخل العائلة فبلغ 58,869 دولارًا. وكان متوسط دخل الذكور 40,770 دولارًا مقابل 26,343 دولارًا للإناث. وسجل دخل الفرد الخاص بالمدينة 18,080 دولارًا. وكانت نسبة 2.9% من العائلات ونسبة 3.9% من السكان تحت خط الفقر، وكان من هؤلاء نسبة 5.5% تحت سن الثامنة عشر ونسبة 2.7% في الخامسة والستين من العمر وما فوق.

### تعداد عام 2010
بلغ عدد سكان ويست بوينت 9,511 نسمة بحسب تعداد عام 2010، وبلغ عدد الأسر 2,676 أسرة وعدد العائلات 2,373 عائلة مقيمة في المدينة. في حين سجلت الكثافة السكانية 514.1 نسمة لكل كيلومتر مربع (1,331.5/ميل2). وبلغ عدد الوحدات السكنية 2,751 وحدة بمتوسط كثافة قدره 148.7 لكل كيلومتر مربع (385.1/ميل2).
وتوزع التركيب العرقي للمدينة بنسبة 92.12% من البيض و0.74% من الأمريكيين الأفارقة و0.74% من الأمريكيين الأصليين و1.93% من الأمريكيين ذوي الأصول الآسيوية و0.32% من سكان جزر المحيط الهادئ و1.63% من الأعراق الأخرى و2.52% من عرقين مختلطين أو أكثر و5.75% من الهسبانيون أو اللاتينيون من أي عرق.
بلغ عدد الأسر 2,676 أسرة كانت نسبة 54.8% منها لديها أطفال تحت سن الثامنة عشر تعيش معهم، وبلغت نسبة الأزواج القاطنين مع بعضهم البعض 78.6% من أصل المجموع الكلي للأسر، ونسبة 6.6% من الأسر كان لديها معيلات من الإناث دون وجود شريك،  بينما كانت نسبة 3.5% من الأسر لديها معيلون من الذكور دون وجود شريكة وكانت نسبة 11.3% من غير العائلات. تألفت نسبة 9.4% من أصل جميع الأسر من عدة أفراد يعيشون في نفس المنزل ونسبة 2.8% كانت تتألف من شخص يعيش بمفرده يبلغ من العمر 65 عاماً أو أكثر. وبلغ متوسط حجم الأسرة المعيشية 3.55، أما متوسط حجم العائلات فبلغ 3.79.
بلغ العمر الوسطي للسكان 29.5 عاماً. وكانت نسبة 36.4% من القاطنين تحت سن الثامنة عشر، وكانت نسبة 8.1% بين الثامنة عشر والرابعة والعشرين عاماً، ونسبة 28.3% كانت واقعةً في الفئة العمرية ما بين الخامسة والعشرين والرابعة والأربعين عاماً، ونسبة 21.2% كانت ما بين الخامسة والأربعين والرابعة والستين، ونسبة 6% كانت ضمن فئة الخامسة والستين عاماً فما فوق. وتوزع التركيب الجنسي للسكان بنسبة 51% ذكور و49% إناث.